# Turania aperta
Turania aperta är en amarantväxtart som först beskrevs av Ove Wilhelm Paulsen, och fick sitt nu gällande namn av Akhani. Turania aperta ingår i släktet Turania och familjen amarantväxter. Inga underarter finns listade i Catalogue of Life.